# Kościół San Nicola da Tolentino w Wenecji
Kościół San Nicola da Tolentino (nazywany potocznie Tolentini) – rzymskokatolicki kościół w Wenecji w dzielnicy (sestiere) Santa Croce, dedykowany św. Mikołajowi z Tolentino. Administracyjnie należy do Patriarchatu Wenecji. Jest kościołem parafialnym w parafii San Nicola da Tolentino (vulgo Tolentini).

## Historia
W 1528 roku w tym zbudowano miejscu niewielką kaplicę, poświęconą św. Mikołajowi z Tolentino, a przeznaczoną dla św. Kajetana i jego zwolenników, teatynów, którzy przybyli do Wenecji w  następstwie złupienia Rzymu w 1527 roku przez wojska Karola V. Ponieważ kaplica wkrótce okazała się zbyt mała dla potrzeb zakonu, teatyni rozpoczęli w latach 1570–1589 wykup sąsiednich działek w celu uzyskania przestrzeni niezbędnej do zbudowania większego kościoła i odpowiedniego klasztoru. Projekt obecnego kościoła został zamówiony u Vincenza Scamozziego. Był on znaną postacią w świecie weneckiej architektury. Prowadził wcześniej budowę teatyńskiego kościoła i klasztoru San Gaetano w Padwie. Inspirując się założeniami palladiańskiej architektury klasztornej zaprojektował dużych rozmiarów świątynię na planie krzyża łacińskiego z jedną, obszerną nawą z trzema prostokątnymi kaplicami z każdej strony i prostokątnym prezbiterium za ołtarzem głównym. Prace budowlane rozpoczęły się 7 czerwca 1590 roku, a kamień węgielny położono 7 listopada 1591 roku. Na początku 1595 roku teatyni zerwali umowę ze Scamozzim, oskarżając go o używanie drogich i nieodpowiednich materiałów. Architekt z kolei oskarżył zakonników o zerwanie umowy. Spór został rozstrzygnięty, a prace zakonnicy kontynuowali we własnym zakresie. 20 października 1602 roku kościół został konsekrowany. Po zamknięciu stanu surowego budowy kontynuowano prace wewnątrz, które jednak przerwano w 1606 roku w następstwie poważnego kryzysu politycznego między Wenecją a Rzymem, który zakończył się papieskim interdyktem. W tym czasie jezuici, kapucyni oraz teatyni na znak posłuszeństwa papieżowi i w konsekwencji nakazu nałożonego przez Senat opuścili miasto. Jednak teatyni powrócili do Wenecji już w 1607 roku wznawiając prace przy budowie kościoła. W 1608 roku ukończyli zakrystię. Po realizacji pozostawały jeszcze posadzka, fasada i kaplice. Jednak surowe, klasyczne zasady organizacji przestrzeni uległy modyfikacji pod wpływem determinacji weneckich rodzin szlacheckich (z których niektóre były blisko powiązane z papiestwem). To nowe podejście znalazło wyraz zwłaszcza w kaplicach bocznych, które zostały dzięki wsparciu tychże rodzin bogato udekorowane. Budowa kościoła i wykończenie jego wnętrza przeciągnęły się do 1671 roku. Do nieukończonej fasady Andrea Tirali dobudował w latach 1706–1714 okazały, klasyczny pronaos, wykorzystując pieniądze Alvise da Mosto, zmarłego w 1701 r. prokuratora św. Marka, ofiarowane na opłacenie rodzinnego grobowca.

### Ustanowienie parafii
Na mocy dekretu napoleońskiego Królestwa Włoch z 5 czerwca 1805 roku (oraz kolejnych dekretów) zainicjowano w Wenecji proces kasat i przekształceń kościołów i klasztorów oraz zmian granic parafii. W związku z tym wspólnota zakonna ojców teatynów zniesiona a kościół 12 maja 1810 roku zamknięty. 24 października 1810 roku na mocy dekretu patriarchalnego przeniesiono prerogatywy parafialne na dawny kościół klasztorny, który już następnego dnia został ponownie otwarty dla kultu. Zastąpił on zamknięty kościół parafialny Santa Croce, który został później zburzony, a na jego miejscu założono ogród, Giardino Papadopoli.
Parafia San Nicola da Tolentino jest obecnie zarządzana przez świeckiego kapłana, nominowanego przez patriarchę. Należy do dekanatu San Polo/Santa Croce. Od 2010 roku wraz z parafią San Pantalon jest siedzibą duszpasterstwa akademickiego w Wenecji.

### Budynek klasztorny
Były klasztor, położony z lewej strony kościoła, słynął kiedyś ze swoich okazałej biblioteki, której zbiory uległy rozproszeniu. W kompleksie klasztornym zachował się XVII-wieczny krużganek z putealem. Budynek klasztorny, wykorzystywany obecnie przez Instytut Architektury Uniwersytetu Weneckiego, został zmodernizowany w latach 1961–1963 przez Daniele Calabiego, a 1984 roku dobudowano portal według projektu Carla Scarpy. W Auli Magna wystawione są prace współczesnych artystów, w tym Emilia Vedovy, Armanda Pizzinato i Maria De Luigi.

## Architektura

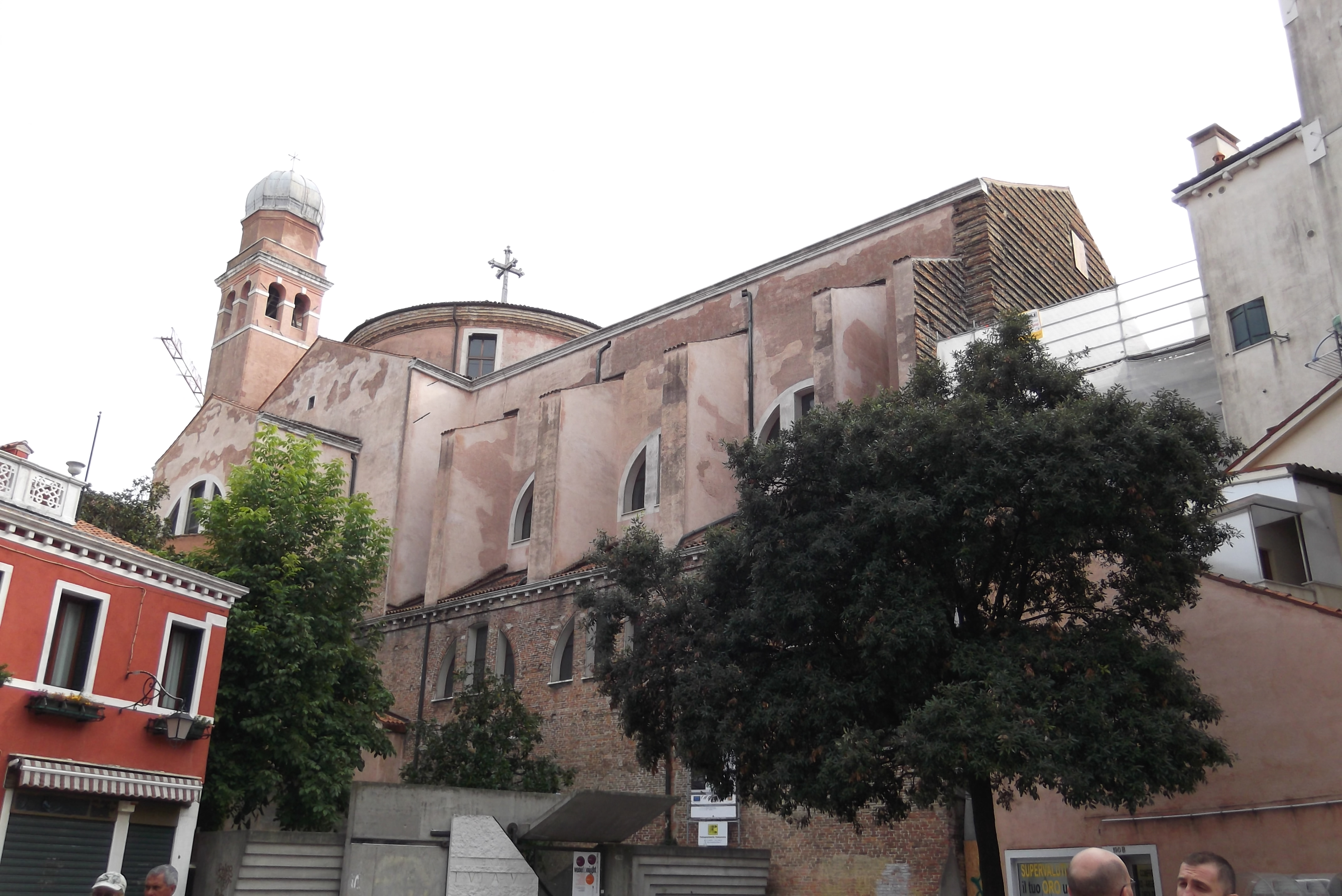
Bryła kościoła z kopułą i kampanilą

Kościół powiela model palladiański, oparty na planie krzyża łacińskiego z centralną kopułą. Przed surową, pozbawioną ozdób fasadą wznosi się obszerny pronaos w formie świątyni z kolumnami w porządku korynckim. Całość została zwieńczona trójkątnym tympanonem, przeprutym dużym, owalnym oknem – rozwiązanie, które studiował Palladio, a które w Wenecji nigdy nie zostało zrealizowane. Choć projekt Tiralego też nie został doprowadzony do końca (brak dekoracji górnej partii fasady, brak akroterionów na tympanonie), to i w nim uwidocznił się wpływ idei Palladia, dostosowanych do wymogów XVIII-wiecznej architektury weneckiej.
W fasadzie pronaosu znajduje się wmurowana kula armatnia, która podczas ostrzału austriackiego w 1849 roku przebiła kopułę kościoła i spadła przed ołtarzem głównym; podobna pamiątka znajduje się w fasadzie kościoła San Salvador.
Kampanila z początku XVIII wieku jest zwieńczona pokrytą ołowiem kopułą w kształcie cebuli, osadzoną na ośmiokątnym bębnie. Ma 47 m wysokości i dzwony uruchamiane elektromechanicznie.

## Wnętrze

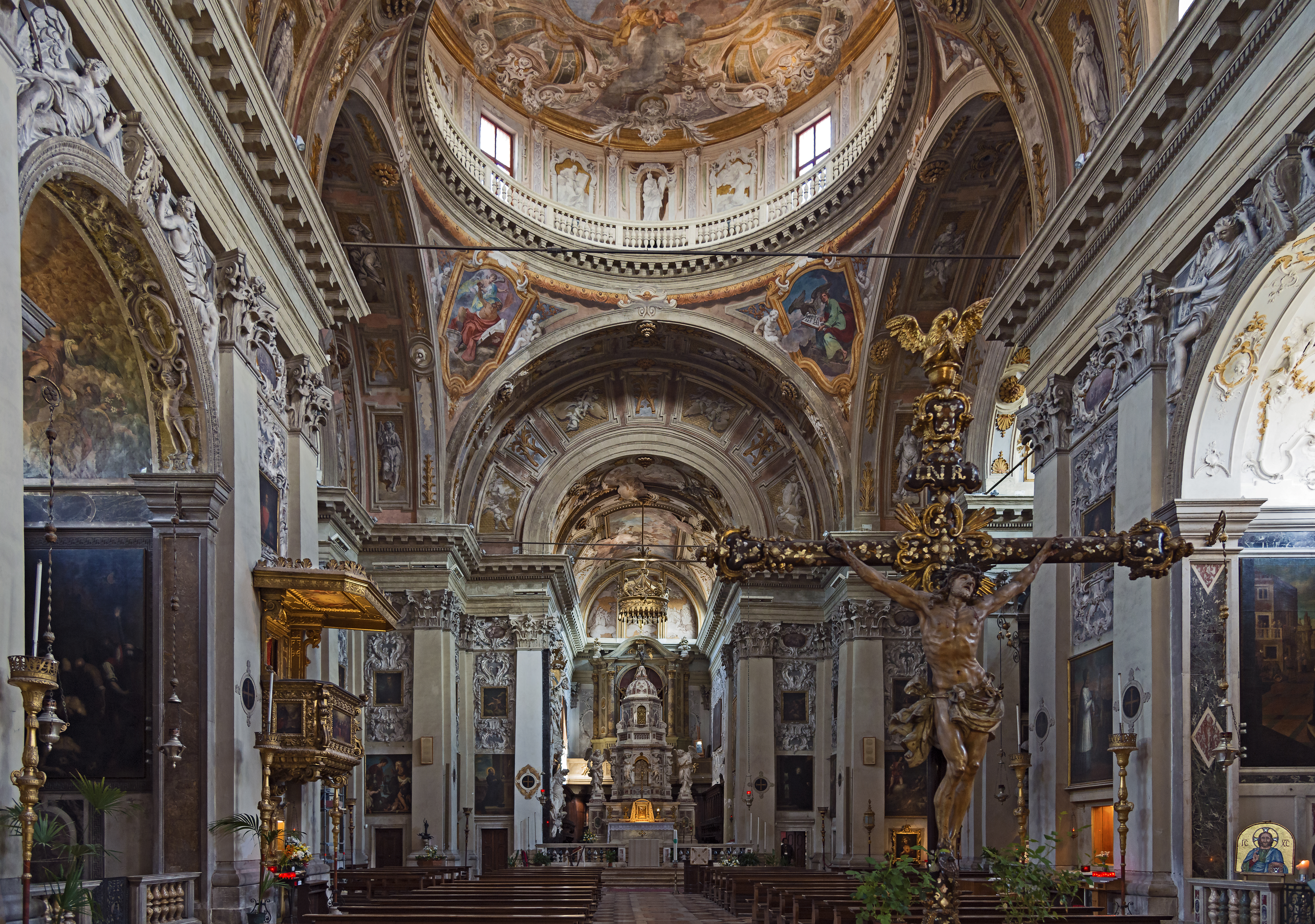
Wnętrze

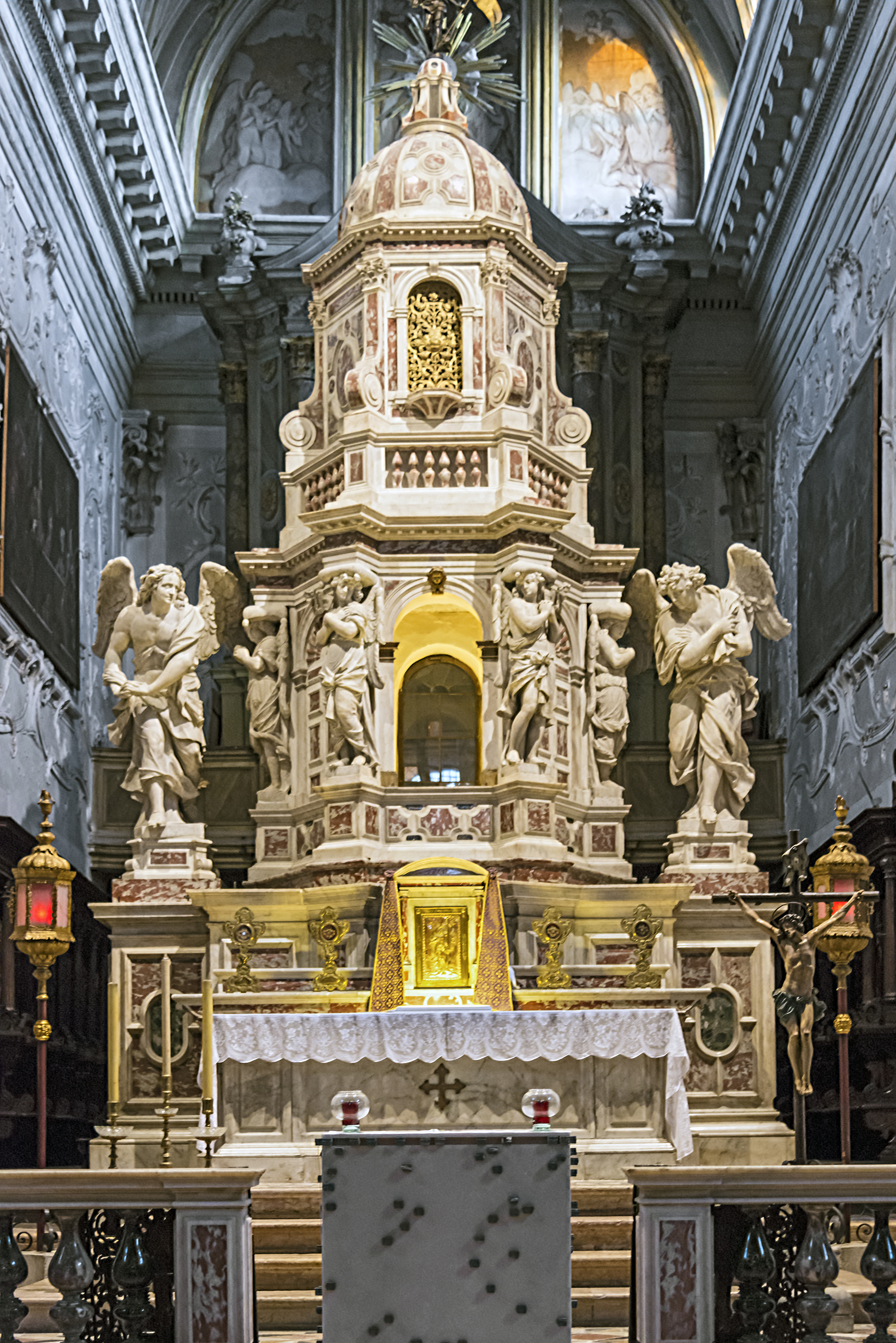
Ołtarz główny

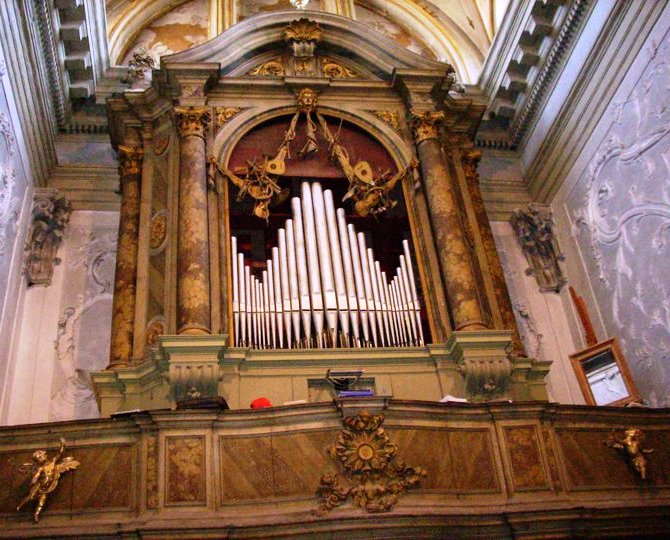
Organy

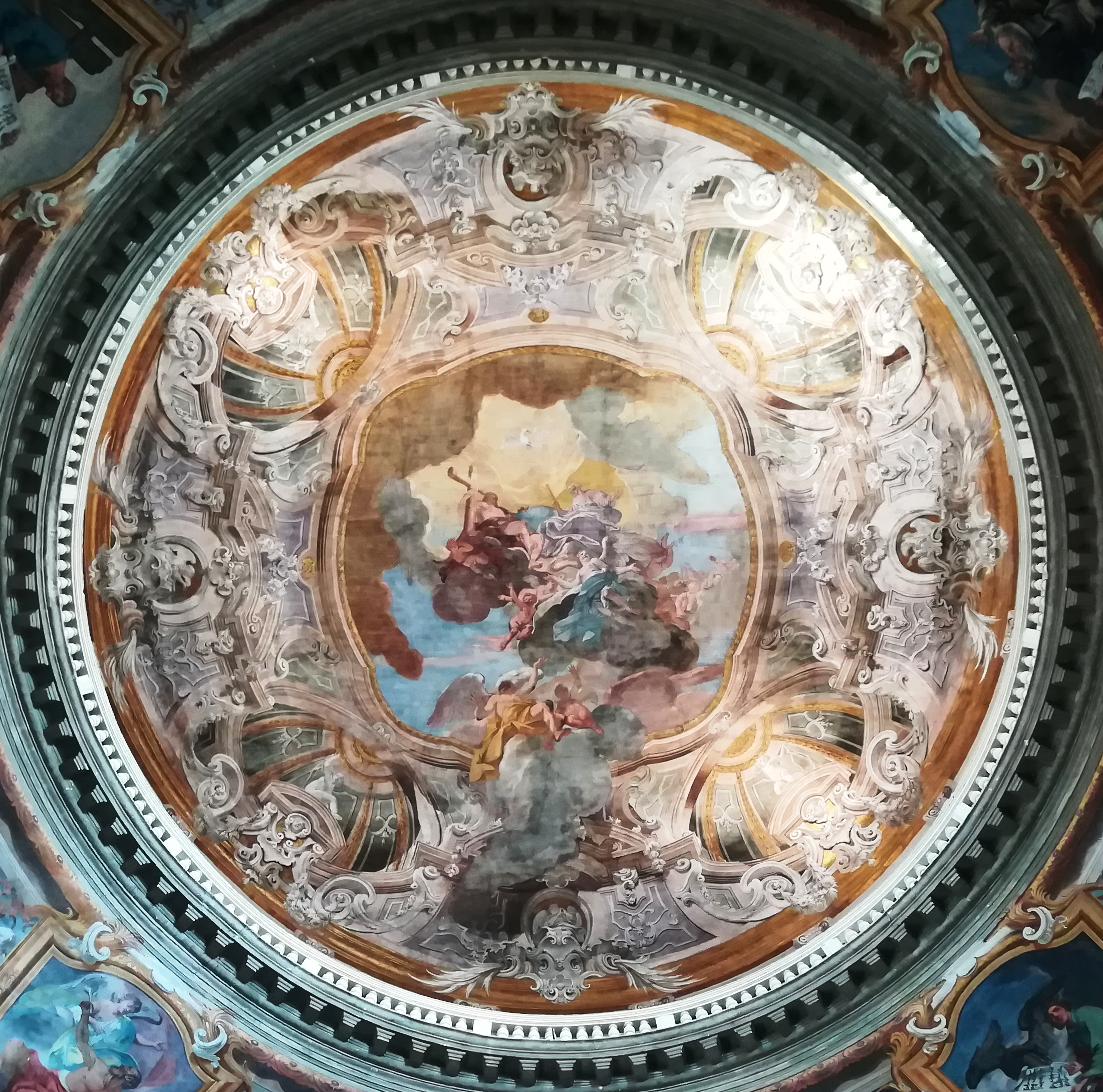
Kopuła

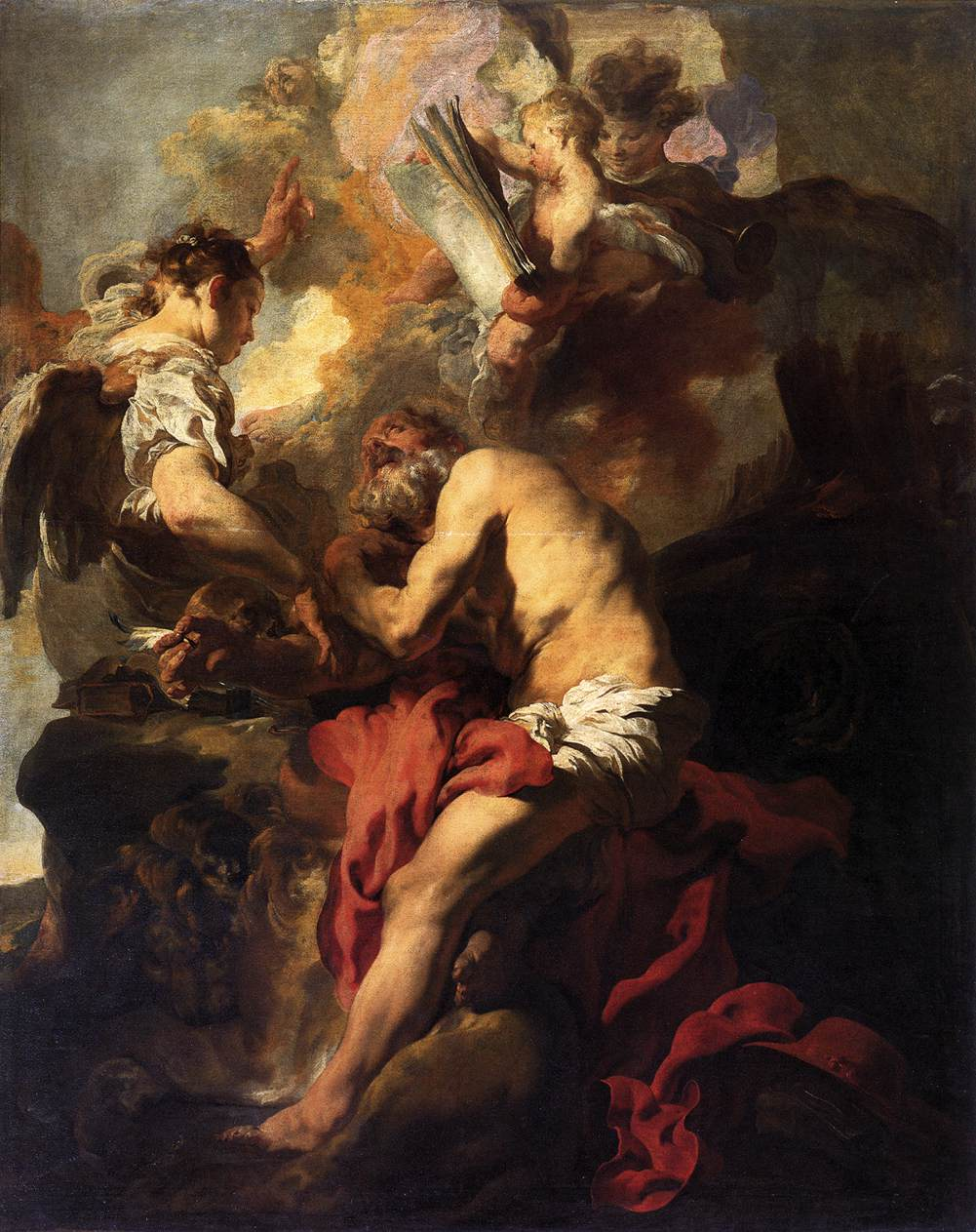
Johann Liss, Św. Hieronim ocalony przez anioła, 1628

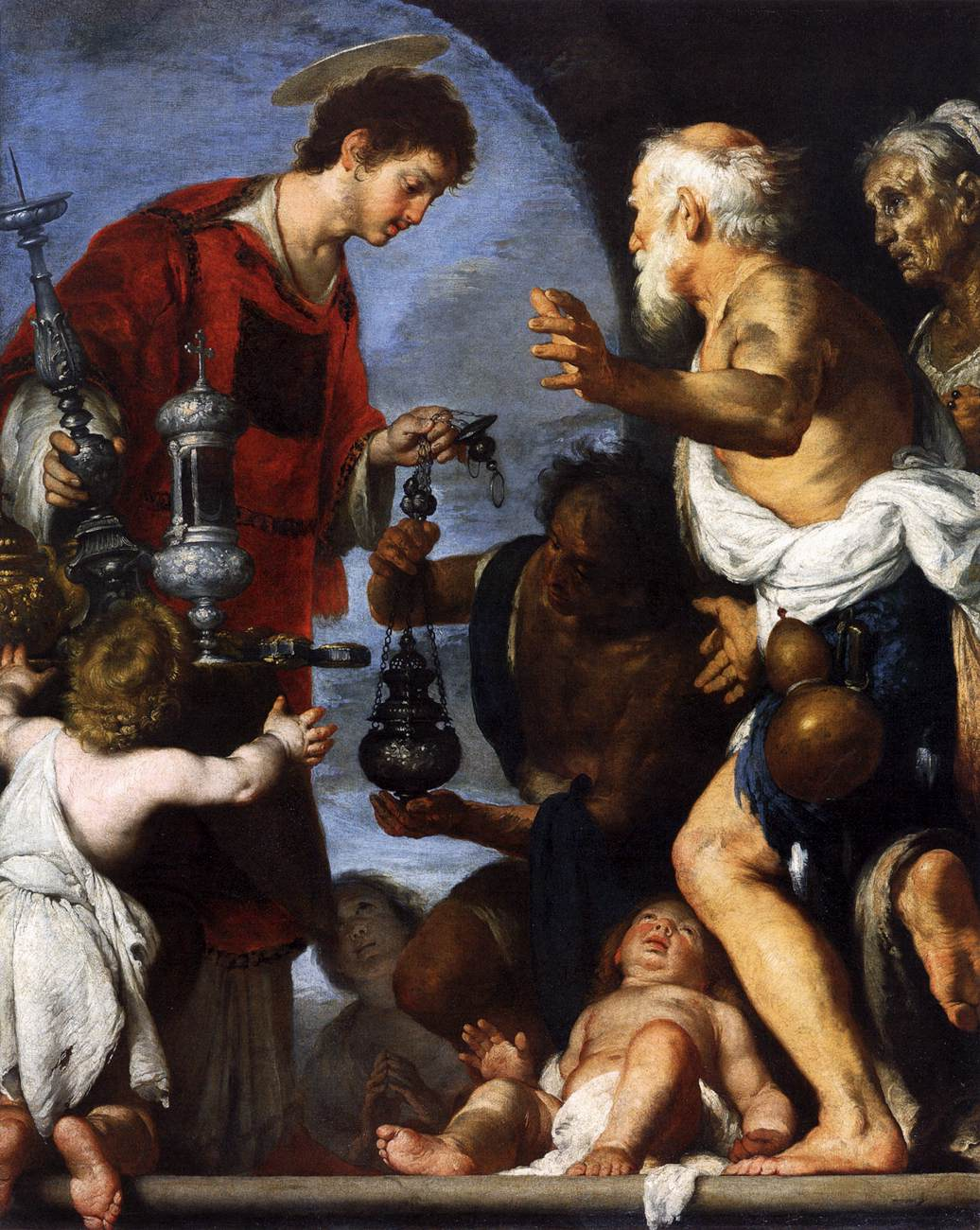
Bernardo Strozzi, Miłosierdzie św. Wawrzyńca (lub Św. Wawrzyniec rozdający ubogim utensylia liturgiczne), 1638–40

Wnętrze tworzy pojedyncza nawa, przekryta pozbawionym dekoracji sklepieniem kolebkowym. Na skrzyżowaniu nawy z transeptem znajduje się kopuła, której sklepienie wypełnia fresk oraz trompe l'oeil Gaetana Zompiniego. Do nawy przylegają z każdej strony po trzy głębokie, dekorowane kaplice. W kościele zostali pochowani czterej dożowie: Giovanni I Corner, Francesco Corner, Giovanni II Corner i Paolo Renier. Obrazy, pochodzące głównie z XVII wieku, są dziełem stosunkowo mało znanych artystów, z wyjątkiem Palmy Młodszego, którego dzieła znajdują się zwłaszcza w drugiej kaplicy po lewej stronie, w tym ozdobione puttami Zwiastowanie. Św. Hieronim ocalony przez anioła namalował w 1628 roku niemiecki artysta Johann Liss. Wystrój malarski dopełnia kilka płócien Sante Perandy oraz Miłosierdzie św. Wawrzyńca Bernarda Strozziego.

### Prezbiterium

#### Ołtarz główny
Ołtarz główny zbudował w 1661 roku Baldassare Longhena. Jako materiału użył polichromowanych marmurów. Duże tabernakulum w kształcie niewielkiej świątyni stanowi alegorię Świętego Grobu. Dwaj aniołowie adorujący oraz sześć aniołów-kariatyd są dziełem Giusta Le Courta. Na lewej ścianie apsydy znajduje się barokowy pomnik nagrobny patriarchy Gianfrancesca Morosiniego dłuta Filippa Parodiego. Powyżej pomnika – Ojciec Przedwieczny z lwem św. Marka, flankowany przez anioły. Na prawej ścianie widnieje XVII-wieczna płaskorzeźba Niepokalane Poczęcie dłuta nieznanego weneckiego rzeźbiarza, a powyżej – płótno Zwiastowanie pędzla Luki Giordana z 1669 roku.

#### Stalle
Drewniane stalle, ustawione z trzech stron za ołtarzem głównym, pochodzą w XVIII wieku. Pulpit wsparty jest  na marmurowej kolumnie. Na prawej ścianie wisi płótno Ostatnia wieczerza Palmy Młodszego.

#### Organy
W apsydzie znajdują się również barokowe organy, zbudowane przez Pietra Nachiniego w 1754 roku, zachowane w niemal nienaruszonym stanie. Mieszczą się one na drewnianej emporze. Prospekt organowy został ozdobiony drewnianymi rzeźbami, w tym instrumentami dętymi i oryginalnymi, dawnymi instrumenty smyczkowymi.

#### Krypta
Nad drzwiami do krypty wiszą obrazy: Św. Kajetan podczas modlitwy, powstały w latach 1603–1604 w pracowni Palmy Młodszego oraz Anioł z tajemnicami Chrystusa – praca malarza weneckiego z 1630 roku. Krypta, położona pod prezbiterium, ma kształt obszernej kaplicy. Jej krzyżowe sklepienie wspiera się na pilastrach. Pomiędzy dwoma pilastrami wiszą, jeden nad drugim, obrazy: Św. Hieronim (lub Św. Hieronim ocalony przez anioła) pędzla Johanna Lissa z lat 1628–1629 i Św. Antoni Padewski, XVI-wieczne dzieło malarza weneckiego.

### Prawa strona kościoła

#### Zakrystia
Nad drzwiami wejściowymi przedsionka wisi obraz Bł. Jan Marinoni z końca XVII wieku, pochodzący ze szkoły Palmy Młodszego, a powyżej – płótno Anioł z tajemnicami Chrystusa (1630). Ściany zakrystii zdobią obrazy: Św. Filip Neri i dzieci wielbiące Madonnę (XIX wiek), Św. Alojzy Gonzaga (1755–1760, G. Angeli), Zwiastowanie (XVIII wiek, S. Brentana), Portret teatyna Vincenza Marii Morellego (XIX wiek, malarz wenecki), Chrystus podtrzymywany przez trzech aniołów przy grobie (XVII wiek, malarz wenecki), Madonna z Dzieciątkiem (XVI wiek, malarz wenecki), Pietà (1590–1610, ze szkoły Tintoretta). Na tylnej ścianie znajduje się drewniany ołtarz z kolumnami korynckimi i pilastrami jońskimi, zrealizowany w 1662 roku przez L. Zaghiego. XVII-wieczny obraz ołtarzowy Jezus w chwale objawiający się św. Kajetanowi jest dziełem artysty weneckiego.

#### Kaplica w transepcie
Kaplica Cornerów (dedykowana Najświętszej Maryi Pannie i Świętemu Mikołajowi z Tolentino) zawdzięcza swoje powstanie patronatowi wpływowego rodu Cornerów. Przed kaplicą znajduje się grobowiec doży Paolo Reniera z herbem rodu. Ołtarz został wyrzeźbiony w 1609 przez Z. Tadio w czasie, gdy Giovanni Corner został wybrany prokuratorem św. Marka (a w 1625 roku dożą). Obraz ołtarzowy Maryja Dziewica z Dzieciątkiem w chwale ze świętymi: Janem Chrzcicielem, Mikołajem z Tolentino, Klarą, Franciszkiem i Teodorem namalował w 1628 roku Palma Młodszy. Na ścianie kaplicy znajduje się cenotaf Cornerów, zrealizowany w 1720 roku na zamówienie Giovanniego II Cornera. Wśród sześciu popiersi umieszczonych powyżej są reprezentowani: dożowie Giovanni I Corner i Francesco Corner oraz trzej kardynałowie z tego rodu (w tym biskup Federico Corner). Wśród obrazów zdobiących ściany kaplicy znajdują się: Archanioł Gabriel z Tobiaszem Sante Perandy oraz Św. Magnus i niebiańska architektura i Ekstaza św. Franciszka (oba pędzla G. Forabosco).

#### Pierwsza kaplica
Pierwsza kaplica (licząc od prezbiterium) zwana kaplicą Soranzo (lub Pokłonu Trzech Króli – św. Józefa) wzięła swoją nazwę od Elisabetty Soranzo, która w 1605 roku sfinansowała jej budowę. W ołtarzu znajduje się obraz Pokłon Trzech Króli Sante Pertandy z lat 1628/1630. Po obu stronach ołtarza stoją posągi Dawid (z prawej) i Aaron (z lewej), oba dłuta Giovanniego Mari Morlaitera. Beczkowe sklepienie kaplicy zdobią stiuki i złocenia, a ściany – obrazy: Uczta w domu Heroda i Ścięcie św. Jana Chrzciciela, oba przypisywane Antoniowi Negrettiemu.

#### Druga kaplica
Kaplica Pisanich (lub św. Karola Boromeusza) została nabyta w 1603 roku przez Vincenza Pisaniego i jego żony Elizabettę Badoer, która w 1614 roku została w niej pochowana. Kaplica częściowo utraciła swój pierwotny wystrój: W ołtarzu znajduje się obraz Św. Karol Boromeusz w chwale z 1620 roku, pędzla Cesare Procacciniego. Wśród płócien zdobiących ściany są: Św. Marek uwalniający niewolnika (kopia Tintoretta z drugiej połowy XIX wieku), Św. Karol Boromeusz ratujący Gian Battistę Turone, który wpadł do rzeki i Św. Karol Boromeusz przywracający wzrok Carlinowi Navie, niewidomemu od urodzenia (oba pędzla Procacciniiego). Na kolebkowym sklepieniu widnieją freski: Łaska, Św. Karol Boromeusz udzielający Eucharystii chorej, Anioły w chwale i Św. Karol Boromeusz i kilku wiernych wielbiących krucyfiks.

#### Trzecia kaplica
Kaplica Larese (lub św. Andrzeja Avellino) zawdzięcza swoją nazwę Venturze Larese, który w 1726 roku nabył patronat nad nią. W ołtarzu znajduje się obraz Śmierć św. Andrzeja podczas odprawiania mszy z lat 1630/1631, pędzla Sante Perandy (z autoportretem autora). Św. Andrzejowi dedykowane zostały również obrazy zdobiące ściany kaplicy: Św. Andrzej Avellino niesiony przez towarzysza idącego po skałach i Św. Andrzej Avellino ściągnięty z konia, oba pędzla Alessandra Varotari z lat 1638/1639.

### Lewa strona kościoła

#### Wejście do kampanili
Ponad drzwiami wisi obraz Bernarda Strozziego Miłosierdzie św. Wawrzyńca (lub Św. Wawrzyniec rozdający ubogim utensylia liturgiczne), namalowany w latach 1638–40. Przestrzeń pomiędzy pilastrami wypełniają obrazy Św. Antoni Padewski Bernarda Strozziego oraz Św. Franciszka Rzymska Pietra Daminiego. Wejście do kampanili zdobi obraz Św. Maria Magdalena oraz dekoracje stiukowe i freski.

#### Kaplica w transepcie
Kaplica Labia (lub Św. Kajetana, założyciela teatynów) wzięła swoją od Gianfrancesca Labii, który kupił w 1646 roku patronat nad nią. Kaplica powstała w latach 1651–1655. Obraz ołtarzowy Św. Kajetan otoczony przez cnoty ujarzmiające wady namalował w latach 1633/1634 Sante Peranda. Jego dziełem jest też labarum z prawej strony, Św. Kajetan przed krucyfiksem. Ołtarz flankują pilastry z marmurowymi posągami aniołów dłuta Giusta Le Courta z 1655 roku.

#### Ambona
Ambona została wykonana w 1664 roku z pozłacanego drewna i ozdobiona obrazami: Św. Paweł pokutujący na pustyni, Pięćdziesiątnica, Duch Święty i Mojżesz wyprowadzający wodę ze skały. Nad baldachimem ambony wisi obraz Chrystus błogosławiący pędzla Bernardina Prudentiego (XVII wiek).

#### Pierwsza kaplica
Kaplica Foscari (lub św. Cecylii) zawdzięcza swoją nazwę Cecilii Foscari, która w 1596 roku ofiarowała fundusze na jej budowę. Kaplica została konsekrowana w 1604 roku. Na jej ołtarzu znajduje się drewniana urna Ciało Św. Marceliana męczennika (pochodząca z rzymskich katakumb). Obraz ołtarzowy Męczeństwo św. Cecylii namalował w 1620 roku Cesare Procaccini. Ściany kaplicy zdobią obrazy: Ścięci święci Tyburcjusz i Walerian pochowani na polecenie św. Cecylii oraz Św. Cecylia i jej małżonek Walerian ukoronowani przez anioły, oba pędzla Palmy Młodszego z 1620 roku. Jego autorstwa są również obrazy na sklepieniu kaplicy: Chwała św. Cecylii i Św. Agata.

#### Druga kaplica
Stiukowe gzymsy kaplicy Grimanich są inspirowane dekoracjami sufitu Scala d’Oro z Pałacu Dożów. Wystrój malarski pochodzi z 1615 roku i jest dziełem Palmy Młodszego – obraz ołtarzowy Zbawiciel w chwale między Dziewicą Maryją, św. Piotrem i duszami w czyśćcu oraz obrazy na ścianach: Kapłan w kapie czytający, Kardynał czytający książkę, Zwiastowanie, Święci biskupi, Święta Apolonia, Święta Barbara i Nawiedzenie.

#### Trzecia kaplica
Ostatnią po lewej stronie jest kaplica da Ponte-Cornera (lub Pietà i Św. Mikołaja Biskupa). Na jej ołtarzu stoi drewniany posąg Chrystus zdjęty z krzyża z 1475 roku. Obraz ołtarzowy Lament nad Chrystusem złożonym u stóp krzyża namalował w XIX wieku Luigi Querena. Ołtarz flankują płótna Dawid i Salomon, pędzla Palmy Młodszego z 1615 roku. Na prawej ścianie wisi obraz Męczeństwo św. Urszuli i jedenastu tysięcy dziewic, a na lewej – Męczeństwo św. Agaty, oba namalowanie wspólnie przez Sante Perandę i Francesca Maffei w 1638 roku.

### Ściana wewnętrzna fasady
Wewnętrzną ścianę fasady wypełniają obrazy:
- nad wejściem: Przeniesienie Chrystusa do grobu Giovanniego Contariniego z lat 1590–1595 oraz towarzyszący mu epigraf, upamiętniający konsekrację kościoła w 1602 roku w obecności patriarchy Mattea Zane(inne języki),
- na lewo od wejścia: Św. Agnieszka orędująca za Wenecją u Zbawiciela pędzla Odoarda Fialettiego(inne języki) z 1629 roku, Św. Ryta z Cascii – anonimowego twórcy z XIX wieku, Objawienie się Maryi św. Andrzejowi Avelino – z 1625 roku ze szkoły Palmy Młodszego,
- na prawo od wejścia: Św. Antoni Padewski z Dzieciątkiem – XVIII-wieczne dzieło anonimowego malarza weneckiego, Nabożne niewiasty wyciągające strzały z ciała św. Sebastiana Sante Perandy z lat 1631–1632, Objawienie się św. Bazylego Wielkiego św. Janowi Chryzostomowi – płótno z lat 1628-30 z kręgu Palmy Młodszego oraz Św. Szczepan Męczennik – dzieło malarza weneckiego z 1625 roku[3].